# Lempire
Lempire település Franciaországban, Aisne megyében. Lakosainak száma 129 fő (2022. január 1.). Lempire Bony, Vendhuile, Épehy és Ronssoy községekkel határos.

## Népesség
A település népességének változása:
| Lakosok száma | 124  | 113  | 127  | 90   | 99   | 92   | 100  | 116  | 120  | 129  |
|               | 1968 | 1982 | 1990 | 2006 | 2013 | 2015 | 2017 | 2019 | 2020 | 2022 |